# إدوارد هيلدبرانت
إدوارد هيلدبرانت (بالألمانية: Eduard Hildebrandt)‏ هو رسام ألماني، ولد في 9 سبتمبر 1817 في غدانسك في بولندا، وتوفي في 25 أكتوبر 1868 في برلين في ألمانيا.